# Aloys Dauzenberg

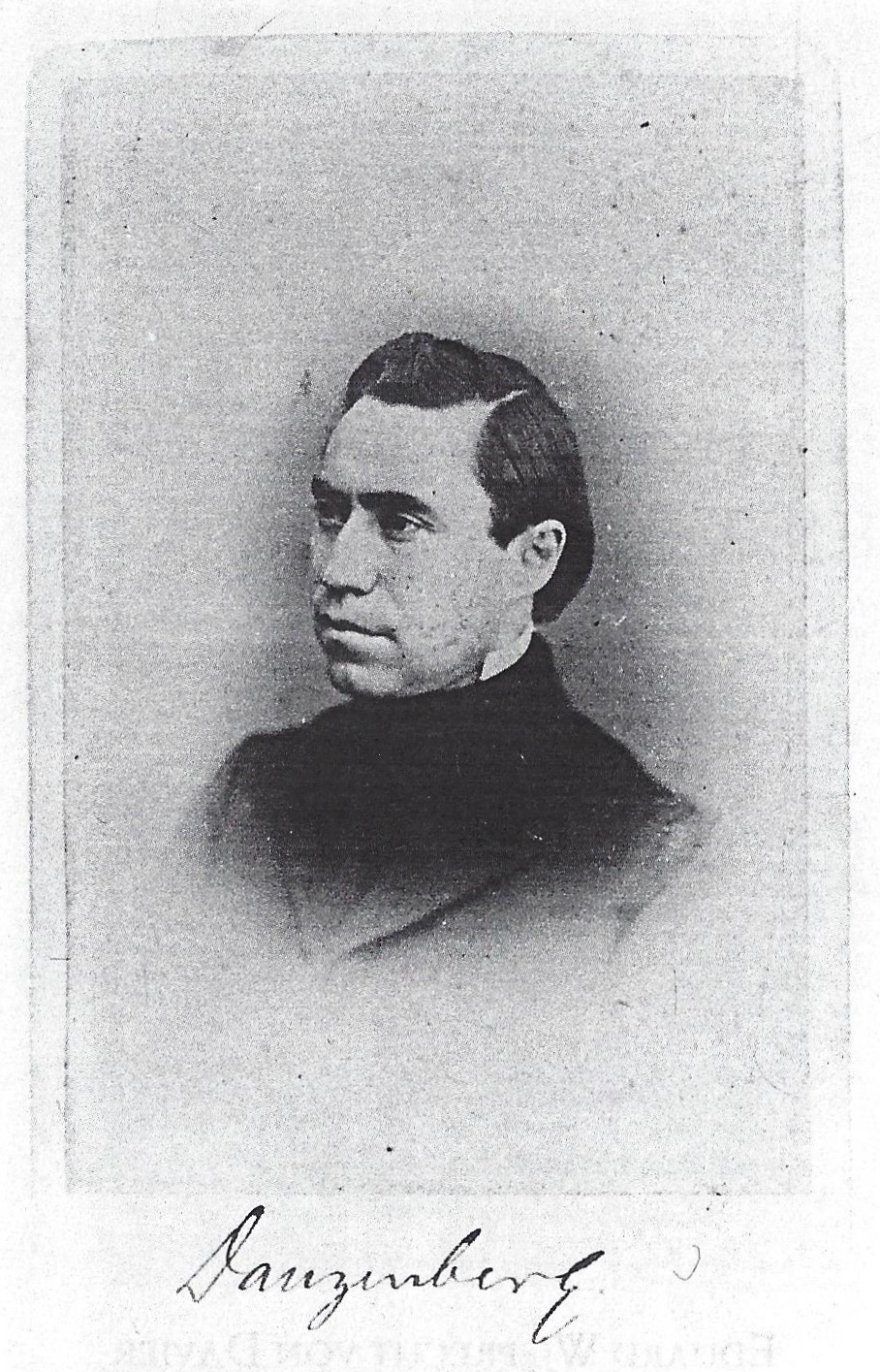
Johann Aloys Dauzenberg

Johann Aloys Dauzenberg (* 15. April 1831 in Burtscheid; † 23. Dezember 1907 in Kaiserswerth) war ein  katholischer Pfarrer. Er saß im Konstituierenden Reichstag des Norddeutschen Bundes.

## Leben
Aloys Dauzenberg besuchte das Gymnasium in Aachen. Er studierte Theologie an der Rheinischen Friedrich-Wilhelms-Universität Bonn und besuchte das Priesterseminar in Köln. 1854 wurde er zum Priester geweiht. Danach war er Kaplan in Wittlaer und Raeren und acht Jahre lang Pfarrer in Siegburg. Von 1869 bis zu seinem Lebensende war er Pfarrer in Kaiserswerth. Als Seelsorger betreute er die Irrenanstalt der Rheinprovinz in Siegburg.
Für den Wahlkreis Köln 5 (Siegkreis, Waldbröl) kam Dauzenberg im Februar 1867 in den Konstituierenden Reichstag des Norddeutschen Bundes. Er gehörte der Fraktion der Freien Vereinigung an. Von 1870 bis 1879 und von 1892 bis 1903 war Dauzenberg Mitglied des Preußischen Abgeordnetenhauses, in dem er als Abgeordneter der Zentrumspartei den Wahlkreis Köln 4 (Mülheim–Wipperfürth) vertrat.

## Ehrungen
- Päpstlicher Hausprälat
- Ehrenbürger von Kaiserswerth